# Vicat (Unternehmen)
Vicat ist ein Zement- und Baustoffhersteller mit dem Sitz in Paris und gilt als drittgrößter Zementhersteller Frankreichs. Die Gruppe ist außer in Frankreich in 10 weiteren Ländern tätig (USA, Türkei, Senegal, Schweiz, Ägypten, Italien, Mali, Indien, Kasachstan und Mauretanien).
Das Unternehmen gibt für 2009 ein Eigenkapital von 2082 Mio. Euro und ein Ergebnis von 234 Mio. Euro an. Die französische Aktiengesellschaft ist auf NYSE Euronext mit dem Symbol VCT gelistet, befindet sich aber immer noch weitgehend im Besitz der Familie Merceron-Vicat.

## Geschichte
Das Unternehmen wurde 1853 von Joseph Vicat (1821–1902) gegründet, dem Sohn von Louis-Joseph Vicat, dem Entdecker des künstlichen hydraulischen Kalkes. Er baute das erste Zementwerk in Vif, einem Dorf südlich von Grenoble, Département Isère. 1921 wurde das Unternehmen als Aktiengesellschaft registriert, die 1922 eine Zementfabrik in dem nicht weit entfernten Montalieu baute. 1968 erwarb HeidelbergCement einen Anteil, der auf 35 % aufgestockt und bis Juni 2007 gehalten wurde, als HeidelbergCement den Erlös für die Übernahme des britischen Baustoffkonzerns Hanson plc benötigte. Zwischen 1974 und 2008 dehnte Vicat seine Aktivitäten ins Ausland aus. Im Jahre 2010 wurden in Frankreich die Zementfabrik in Montaulieu sowie in 4 weiteren Orten betrieben. In Saint-Égrève nördlich von Grenoble hat das Unternehmen die Materialseilbahn der Vicat-Zementfabrik installiert, um gebrochenes Material aus einem Steinbruch zu dem Werk auf der anderen Seite der Isère zu transportieren.

## Produkte
Vicat stellt hauptsächlich Zement, Beton und Granulate her. Unter den anderen Aktivitäten werden verschiedene Tätigkeiten wie die Lieferung von Transportbeton, Betonfertigteilen, Bauchemie, Papier und allgemeiner Transport zusammengefasst.